# Kanton Clermont-Ferrand-Nord-Ouest
Kanton Clermont-Ferrand-Nord-Ouest (fr. Canton de Clermont-Ferrand-Nord-Ouest) je francouzský kanton v departementu Puy-de-Dôme v regionu Auvergne. Tvoří ho pouze severozápadní část města Clermont-Ferrand. Kanton vznikl v roce 1982 oddělením od kantonu Clermont-Ferrand-Nord